# Taylor Woodrow
Taylor Woodrow  var av de största brittiska byggföretagen, som bland annat listades på London Stock Exchange och på FTSE 100 Index. 2007 slogs företaget ihop med sin rival George Wimpey, och det nyskapade företaget fick namnet Taylor Wimpey.

## Större projekt
- Mulberry harbour, färdigställt 1944,[1]
- Tanganyika groundnut scheme, färdigställt 1951,[2]
- Calder Hall nuclear power station färdigställt 1956,[3]
- Hinkley Point A nuclear power station, färdigställt 1957,[4]
- Sizewell A nuclear power station, färdigställt 1966,[4]
- Liverpool Metropolitan Cathedral, färdigställt 1967,
- Wylfa Nuclear Power Station, färdigställt 1971,[4]
- Port Rashid i Dubai, färdigställt 1972,
- Hartlepool Nuclear Power Station, färdigställt 1983,[4]
- Channel Tunnel, färdigställt 1994,[5]
- Riverside Stadium på Teesside, färdigställt 1995,[6]
- Amersham och Wycombe Hospitals, färdigställda år 2000,[7][8]
- Renoveringen av Royal Albert Hall, färdigställt 2003,[9]
- the Princess Royal University Hospital at Farnborough, färdigställt 2003,[10]
- National Assembly for Wales på Cardiff Bay, färdigställt 2006[11]
- King's Cross Western Ticketing Hall, färdigställt 2006.[12]